# Somewhere Over the Rainbow / What a Wonderful World
Pistes de Facing Future
Kaulana Kawaihae Hawai'i '78
Somewhere Over the Rainbow / What a Wonderful World est une chanson interprétée en 1990  par le chanteur Israel Kamakawiwoʻole sur son album Ka ʻAnoʻi mais popularisée en 1993 lors de sa réédition sur l'album Facing Future. Il s'agit en réalité d'un medley, mis en musique au ukulélé hawaïen, d'Over the Rainbow (initialement chantée par l'actrice Judy Garland pour le film Le Magicien d'Oz) et  de What a Wonderful World de Louis Armstrong.
Il s'agit très certainement de la chanson la plus célèbre du chanteur, qui lui offrit alors une renommée internationale.
Une nouvelle version de ce titre, uniquement composée d'Over the Rainbow, est parue dans son album Alone in IZ World (en), sorti en 2001.
Le 6 janvier 2021, le clip vidéo atteint le milliard de visionnages sur YouTube.

## Hommage
Dans l'album Facing Future, les paroles this one's for Gabby (« celle-ci est pour Gabby ») précèdent la chanson. Israel Kamakawiwoʻole rend hommage au musicien traditionnel de musique hawaïenne Gabby Pahinui, décédé 13 ans auparavant, et également ami d'enfance du chanteur.

## Bande originale
Elle apparaît dans la bande originale de plusieurs films et séries télévisées.

### Au cinéma
- 1998 : Rencontre avec Joe Black (générique de fin)
- 2001 : À la rencontre de Forrester (générique de fin)
- 2004 : Amour et Amnésie (générique de fin)
- 2005 : Le Fils du Mask (bande originale)
- 2008 : Postal (générique de fin)
- 2010 : Hubble 3D (générique de fin)
- 2015 : Babysitting 2 (générique de fin)

### À la télévision
- Young Americans (feuilleton en 8 épisodes)
- Urgences (saison 8 épisode 21, Sur la plage, au moment où le Dr Mark Greene meurt)
- Cold Case : Affaires classées (saison 2 épisode 15, Fais un vœu)
- Newport Beach (série télévisée)
- Scrubs (saison 5 épisode 7, Mon retour à la maison)
- Charmed (saison 5 épisode 17, Les Leprechauns)
- Life on Mars (saison 2 épisode 8 - épisode final de la série -, La promesse)
- Nick Cutter et les Portes du temps (saison 3 épisode 6, Les Prédateurs)
- Glee (saison 1 épisode 22)
- Mafiosa, le clan (saison 2)
- Dans un épisode d'American Dad, Roger réconforte Hayley avec cette musique lorsque Jeff part dans l'espace.

## Reprises
Cette version a notamment été reprise :
- en 2001 par Cliff Richard, chanteur britannique, dans son album Wanted ;
- en 2002 par Aselin Debison, jeune chanteuse canadienne de douze ans à l'époque, dans son album Sweet Is the Melody. Cette reprise est souvent attribuée, à tort, à la chanteuse Norah Jones.
- en 2021 par Robin Schulz et Alle Farben.